# Việt Nam tại Đại hội Thể thao châu Á 2006
Việt Nam tham dự Đại hội Thể thao châu Á 2006 tại Doha, Qatar với 247 vận động viên , tranh tài 26 trên 39 môn thể thao.
Hoàng Anh Tuấn là vận động viên mang về cho đoàn Việt Nam huy chương đầu tiên (bạc) trong môn cử tạ nam với thành tích 157 kg cử đẩy, 128 kg cử giật và tổng cộng 285 kg (ngày 3 tháng 12).
Huy chương vàng đầu tiên của đoàn thể thao Việt Nam do các vận động viên nữ môn cầu mây đem lại sau khi thắng Thái Lan trong trận chung kết với tỷ số 2-1 (ngày 6 tháng 12).
Huy chương vàng thứ hai của đoàn thể thao Việt Nam là của vận động viên karatedo Vũ Thị Nguyệt Ánh, hạng 48 kg nữ.
Chiếc huy chương vàng thứ ba của đoàn do hai vận động viên cầu mây Lưu Thị Thanh và Nguyễn Thị Hải Thảo giành được sau khi vượt qua hai vận động viên Myanmar Thin Kyu Kyu và Phyo May Zin.

## Bảng huy chương
Đoàn thể thao Việt Nam xếp thứ 19 trên bảng tổng sắp huy chương của Đại hội Thể thao châu Á 2006.
|      | Môn                 | Vàng | Bạc | Đồng | Tổng |
| ---- | ------------------- | ---- | --- | ---- | ---- |
| 1.   | Bắn súng            | 0    | 1   | 3    | 4    |
| 2.   | Billiards & Snooker | 0    | 1   | 0    | 1    |
| 3.   | Cầu mây             | 2    | 1   | 0    | 3    |
| 4.   | Cờ vua              | 0    | 1   | 0    | 1    |
| 5.   | Cử tạ               | 0    | 1   | 0    | 1    |
| 6.   | Karate              | 1    | 2   | 1    | 4    |
| 7.   | Taekwondo           | 0    | 2   | 3    | 5    |
| 8.   | Thể hình            | 0    | 1   | 0    | 1    |
| 9.   | Wushu               | 0    | 3   | 0    | 3    |
| Tổng | Tổng                | 3    | 13  | 7    | 23   |

### Vàng
- Cầu mây
  - Đồng đội nữ: Nguyễn Thị Thu Ba, Đỗ Thị Thu Hiền, Nguyễn Thị Thúy An, Cao Thị Yến, Lê Thị Hạnh, Nguyễn Thị Hoa, Nguyễn Hải Thảo, Lưu Thị Thanh, Nguyễn Bạch Vân, Nguyễn Đức Thu Hiền, Nguyễn Thị Bích Thủy
  - Đôi nữ: Lưu Thị Thanh, Nguyễn Hải Thảo, Đỗ Thị Thu Hiền (dự bị)
- Karate
  - Kumite nữ hạng 48 kg: Vũ Thị Nguyệt Ánh

### Bạc
- Bắn súng
  - Súng trường hơi di động 10 m đồng đội nữ: Đặng Hồng Hà, Đỗ Thu Trà và Nguyễn Thị Thu Hằng
- Bi-a
  - Bi-a Caroom 3 băng: Dương Anh Vũ
- Cầu mây
  - Đội tuyển nữ - Regu: Nguyễn Thị Thu Ba, Nguyễn Thị Thúy An, Nguyễn Hải Thảo, Lưu Thị Thanh, Nguyễn Thị Bích Thủy
- Cờ vua
  - Cờ nhanh nam: Đào Thiên Hải
- Cử tạ
  - Hạng 56 kg nam: Hoàng Anh Tuấn (157 kg cử đẩy, 128 kg cử giật, tổng 285 kg)
- Karate
  - Kata cá nhân nữ: Nguyễn Hoàng Ngân
  - Kumite hạng 60 kg nữ: Nguyễn Thị Hải Yến
- Taekwondo
  - Hạng 55 kg nữ: Hoàng Hà Giang
  - Hạng 59 kg nữ: Nguyễn Thị Hoài Thu
- Thể hình
  - Hạng 60 kg nam: Phạm Văn Mách
- Wushu
  - Nam quyền nam: Phạm Quốc Khánh
  - Hạng 52 kg nam: Phan Quốc Vinh
  - Hạng 65 kg nam: Nguyễn Đức Trung

### Đồng
- Bắn súng
  - Súng ngắn hơi 10 m đồng đội nam: Hoàng Xuân Vinh, Nguyễn Mạnh Tường và Trần Quốc Cường
  - Súng trường hơi di động 10 m nữ: Đặng Hồng Hà
  - Súng trường hơi di động hỗn hợp 10 m đồng đội nam: Nguyễn Mạnh Cường, Nguyễn Văn Tùng, Trần Hoàng Vũ
- Karate
  - Kumite nam hạng 55 kg: Phạm Trần Nguyên
- Taekwondo
  - Hạng 51 kg nữ: Đỗ Thị Bích Hạnh
  - Hạng 67 kg nữ: Bùi Thu Hiền
  - Hạng 62 kg nam: Vũ Anh Tuấn